# Robert Eramouspé
Pas d'image ? Cliquez ici

a Compétitions nationales et continentales officielles uniquement.

b Matchs officiels uniquement.
Robert Eramouspé, né le 8 septembre 1935 à Saint-Jean-de-Luz et mort le 29 mai 2020 à Marignane, est un joueur de rugby à XIII dans les années 1950, 1960 et 1970.
Il connaît au cours de sa carrière plusieurs clubs. Tout d'abord Bayonne avant que le club ne disparaisse, puis Roanne avec un titre de Championnat de France en 1960 et de Coupe de France en 1962, enfin avec Marseille et deux nouveaux titres de Coupe de France en 1965 et 1971.
Fort de ses performances en club, il est sélectionné à de nombreuses reprises de l'équipe de France entre 1959 et 1964 prenant part à la Coupe du monde 1960.

## Biographie
Après des premières années à Bayonne, le club contraint de déclarer forfait lors de la saison 1957-1958 libère ses joueurs. Robert Eramouspé prend alors la direction de Roanne.

## Palmarès
- Collectif :
  - Vainqueur du Championnat de France : 1960 (Roanne).
  - Vainqueur de la Coupe de France : 1962[4] (Roanne), 1965[5] et 1971[6] (Marseille).
  - Finaliste du Championnat de France : 1961 (Roanne).

### Détails en sélection de rugby à XIII
| 1.  | 1er mars 1959     | Pays de Galles   | 25-8  | Test-match     | Deuxième ligne | - | - | - | - |
| 2.  | 14 mars 1959      | Grande-Bretagne  | 15-50 | Test-match     | Deuxième ligne | - | - | - | - |
| 3.  | 5 avril 1959      | Grande-Bretagne  | 24-15 | Test-match     | Deuxième ligne | - | - | - | - |
| 4.  | 20 décembre 1959  | Australie        | 2-17  | Test-match     | Deuxième ligne | - | - | - | - |
| 5.  | 26 mars 1960      | Grande-Bretagne  | 17-17 | Test-match     | Deuxième ligne | 3 | 1 | - | - |
| 6.  | 11 juin 1960      | Australie        | 8-8   | Test-match     | Deuxième ligne | - | - | - | - |
| 7.  | 2 juillet 1960    | Australie        | 6-56  | Test-match     | Deuxième ligne | - | - | - | - |
| 8.  | 16 juillet 1960   | Australie        | 7-5   | Test-match     | Deuxième ligne | - | - | - | - |
| 9.  | 23 juillet 1960   | Nouvelle-Zélande | 2-9   | Test-match     | Deuxième ligne | - | - | - | - |
| 10. | 6 août 1960       | Nouvelle-Zélande | 3-9   | Test-match     | Deuxième ligne | - | - | - | - |
| 11. | 24 septembre 1960 | Australie        | 12-13 | Coupe du monde | Deuxième ligne | - | - | - | - |
| 12. | 1er octobre 1960  | Grande-Bretagne  | 7-33  | Coupe du monde | Pilier         | - | - | - | - |
| 13. | 8 octobre 1960    | Nouvelle-Zélande | 0-9   | Coupe du monde | Deuxième ligne | - | - | - | - |
| 14. | 13 octobre 1960   | Nouvelle-Zélande | 22-11 | Test-match     | Deuxième ligne | - | - | - | - |
| 15. | 11 décembre 1960  | Grande-Bretagne  | 10-21 | Test-match     | Deuxième ligne | - | - | - | - |
| 16. | 11 novembre 1961  | Nouvelle-Zélande | 6-6   | Test-match     | Deuxième ligne | - | - | - | - |
| 17. | 18 novembre 1961  | Nouvelle-Zélande | 2-23  | Test-match     | Deuxième ligne | - | - | - | - |
| 18. | 17 février 1962   | Grande-Bretagne  | 20-15 | Test-match     | Deuxième ligne | - | - | - | - |
| 19. | 11 mars 1962      | Grande-Bretagne  | 23-13 | Test-match     | Deuxième ligne | - | - | - | - |
| 20. | 17 novembre 1962  | Angleterre       | 6-18  | Test-match     | Deuxième ligne | - | - | - | - |
| 21. | 2 décembre 1962   | Grande-Bretagne  | 17-12 | Test-match     | Deuxième ligne | - | - | - | - |
| 22. | 3 avril 1963      | Grande-Bretagne  | 4-42  | Test-match     | Deuxième ligne | - | - | - | - |
| 23. | 8 mars 1964       | Grande-Bretagne  | 5-11  | Test-match     | Deuxième ligne | - | - | - | - |
| 24. | 18 mars 1964      | Grande-Bretagne  | 0-39  | Test-match     | Deuxième ligne | - | - | - | - |
| 25. | 18 juillet 1964   | Australie        | 9-35  | Test-match     | Deuxième ligne | - | - | - | - |

### Statistiques
| Saison    | Saison                 | Championnat           | Championnat | Coupe           | Coupe      | Sélection | Sélection | Sélection | Sélection | Sélection | Sélection | Sélection |
| Saison    | Saison                 | Comp.                 | Class.      | Comp.           | Class.     | Comp.     | M         | Pts       | Ess.      | Buts      | Dp.       |           |
| --------- | ---------------------- | --------------------- | ----------- | --------------- | ---------- | --------- | --------- | --------- | --------- | --------- | --------- | --------- |
| 1956-1957 | Bataillon de Joinville | Championnat de France | 7e          | Coupe de France | 1/8 finale |           |           |           |           |           |           |           |
| 1957-1958 | Bayonne XIII           | Championnat de France | Forfait     | Coupe de France | 1/8 finale |           |           |           |           |           |           |           |
| 1958-1959 | RC Roanne              | Championnat de France | 1/4 finale  | Coupe de France | 1/4 finale |           | 3         | -         | -         | -         | -         |           |
| 1959-1960 | RC Roanne              | Championnat de France | Champion    | Coupe de France | 1/4 finale | TO        | 7         | 3         | 1         | -         | -         |           |
| 1960-1961 | RC Roanne              | Championnat de France | Finaliste   | Coupe de France | 1/2 finale | CM        | 5         | -         | -         | -         | -         |           |
| 1961-1962 | RC Roanne              | Championnat de France | 1/4 finale  | Coupe de France | Vainqueur  |           | 4         | -         | -         | -         | -         |           |
| 1962-1963 | RC Roanne              | Championnat de France | 1/2 finale  | Coupe de France | 1/4 finale |           | 3         | -         | -         | -         | -         |           |
| 1963-1964 | RC Roanne              | Championnat de France | 1/4 finale  | Coupe de France | 1/8 finale |           | 3         | -         | -         | -         | -         |           |
| 1964-1965 | RC Marseille           | Championnat de France | 9e          | Coupe de France | Vainqueur  |           |           |           |           |           |           |           |
| 1965-1966 | RC Marseille           | Championnat de France | Barrage     | Coupe de France | 1/4 finale |           |           |           |           |           |           |           |
| 1966-1967 | RC Marseille           | Championnat de France | 1/4 finale  | Coupe de France | 1/4 finale |           |           |           |           |           |           |           |
| 1967-1968 | RC Marseille           | Championnat de France | 1/4 finale  | Coupe de France | 1/2 finale |           |           |           |           |           |           |           |
| 1968-1969 | RC Marseille           | Championnat de France | Barrage     | Coupe de France | 1/4 finale |           |           |           |           |           |           |           |
| 1969-1970 | RC Marseille           | Championnat de France | 14e         | Coupe de France | 1/8 finale |           |           |           |           |           |           |           |
| 1970-1971 | RC Marseille           | Championnat de France | 13e         | Coupe de France | Vainqueur  |           |           |           |           |           |           |           |
| 1971-1972 | RC Marseille           | Championnat de France | 11e         | Coupe de France | 1/2 finale |           |           |           |           |           |           |           |